# Emmanuel Leducq-Barôme
Emmanuel Leducq-Barôme, né en 1971 à Annecy, est un chef d'orchestre français vivant principalement en Russie.

## Carrière
Il poursuit ses études de violon au conservatoire de Lyon, puis étudie la direction d'orchestre au conservatoire de musique de Genève et à partir de septembre 1993 au conservatoire de Saint-Pétersbourg avec Mariss Jansons et Ilia Moussine.
Il commence sa carrière de chef d'orchestre en 1997 à l'orchestre de chambre de la philharmonie de Kaliningrad, puis il se produit avec des grands orchestres de Moscou et de Saint-Pétersbourg. Il a dirigé de nombreux ensembles en Russie, en Europe, aux États-Unis et en Amérique du Sud. Entre 2014 et 2017, il est directeur musical de l'Orchestre symphonique de la philharmonie de Saratov, et actuellement il dirige le Baltic Chamber Orchestra (orchestre de chambre de la Baltique) à Saint-Pétersbourg. Depuis 2018, le Baltic Chamber Orchestra enregistre pour le label anglais Rubicon. Son premier disque regroupant des œuvres de Chostakovitch et Strauss lui a valu des critiques très élogieuses.

## Discographie
- Krzysztof Penderecki: Concerto pour clarinette avec orchestre (soliste: Michel Lethiec, orchestre de l'Ermitage de Saint-Pétersbourg), 2001
- Dmitri Chostakovitch: Concerto pour piano avec orchestre n° 1 (soliste: Yakov Kasman, orchestre de Kaliningrad), 2002
- Alfred Schnittke: Concerto pour piano avec orchestre n° 1 (soliste: Yakov Kasman, orchestre de Kaliningrad), 2002
- Arthur Honegger: Symphonie n° 2 (orchestre de chambre de la Baltique), 2003
- Richard Strauss: Métamorphoses pour 23 cordes solo (orchestre de chambre de la Baltique), 2003
- Béla Bartók: Musique pour cordes, percussion et célesta et Divertimento pour cordes (orchestre de chambre de la Baltique), 2004
- Wolfgang Amadeus Mozart: Symphonie concertante pour violon et alto avec orchestre (solistes: Lev Klytchkov et Vladimir Sopitchev, orchestre de chambre de la Baltique), 2005
- Serge Prokofiev: Concertos pour piano avec orchestre n° 2 et n° 3 (soliste: Yakov Kasman, orchestre académique symphonique de Moscou), 2005
- Ludwig van Beethoven: Concerto pour violon en ré majeur avec orchestre (soliste: Régis Pasquier, orchestre de chambre de la Baltique), 2006
- Piotr Ilitch Tchaïkovski: Œuvres pour violon avec orchestre (soliste: Régis Pasquier, orchestre de chambre de la Baltique), 2009
- Ludwig van Beethoven: Concertos pour piano n° 4 et n° 5 (soliste: James Dick, orchestre de chambre de la Baltique), 2010
- Johann Hummel, Joseph Haydn, Johann Baptist Georg Neruda: Concertos pour instruments à vent avec orchestre (soliste: Romain Leleu, orchestre de chambre de la Baltique), 2011
- Richard Strauss: Métamorphoses pour 23 cordes solo (orchestre de chambre de la Baltique), 2017
- Dmitri Chostakovitch: Quatuor à cordes n° 8 (arrangement pour orchestre par Rudolph Varchaï), ор. 110а (orchestre de chambre de la Baltique), 2017
- Arnold Schönberg: La Nuit transfigurée pour sextuor à cordes (orchestre de chambre de la Baltique), 2019
- Arthur Honegger: Symphonie n° 2 (orchestre de chambre de la Baltique), 2019